# Grammostola mendozae
Grammostola mendozae är en spindelart som först beskrevs av Embrik Strand 1907.  Grammostola mendozae ingår i släktet Grammostola och familjen fågelspindlar. Inga underarter finns listade i Catalogue of Life.